# 5 novembre dans les chemins de fer
5 octobre 5 décembre
Chronologies thématiques
- Croisades
- Sports
- Disney

Cette page concerne les événements qui se sont déroulés un 5 novembre dans les chemins de fer.

## Événements

### XIXesiècle
- 1868 : en France, création de la Compagnie de Fives - Lille pour constructions mécaniques et entreprises[1].
- 1885 : en France, la compagnie des chemins de fer de l'Ouest ouvre la ligne de Laigle à Conches
- 1885 : en France, la compagnie des chemins de fer de l'Est ouvre la ligne Gretz-Armainvilliers - Sézanne dans sa totalité.

### XXesiècle
- 1910 : en France : ouverture de la ligne 7 du métro de Paris, entre les stations Porte de la Villette et Opéra (à l'exception des stations Pont de Flandre, Riquet, Louis Blanc et Le Peletier, ouvertes en décalage).
- 1910 : en France, ouverture de la ligne A du Nord-Sud (métro de Paris), entre les stations Porte de Versailles et Notre-Dame-de-Lorette.
- 1967 : au Royaume-Uni, à Londres, le déraillement d'un train en provenance de Hastings près du dépôt de maintenance de Hither Green à Londres fait 49 morts et 78 blessés.
- 1994 : en France, une crue du Var provoque d’importants dégâts sur la ligne Nice - Digne. La voie est emportée en plusieurs points, la circulation est totalement arrêtée.